# Emblyna chitina
Emblyna chitina là một loài nhện trong họ Dictynidae.
Loài này thuộc chi Emblyna. Emblyna chitina được Ralph Vary Chamberlin & Willis J. Gertsch miêu tả năm 1958.